# 레드 제플린: 셀레브레이션 데이
레드 제플린: 셀레브레이션 데이(Led Zeppelin: Celebration Day )는 영국에서 제작된 딕 카루더스 감독의 2012년 다큐멘터리 영화이다. 지미 페이지 등이 주연으로 출연하였다.

## 출연

### 주연
- 지미 페이지
- 로버트 플랜트

## 같이 보기
- 라이브 에이드